# مقاطعة تولاند (كونيتيكت)
مقاطعة تولاند هي مقاطعة في كونيتيكت، بلغ عدد سكانها 152٬691  نسمة، في 2010، عاصمتها Tolland, Connecticut ‏، تبلغ مساحتها 1٬080 كيلومتر مربع.

## الموقع
تشترك في الحدود مع:
- مقاطعة ووستر.

## أعلام
- رالف ميرفي